# Jásir Ajjáš
Mons. Jásir Rasmí Hanna Ajjáš (* 4. prosince 1955, Schatana u Irbidu, Jordánsko; též Yasser Ayyash) je jordánský katolický biskup, melchitský archieparcha a protosyncel (patriarchální vikář) pro Jeruzalém, člen Shromáždění katolických ordinářů ve Svaté zemi.

## Život
Narodil se 4. prosince 1955 v Schatana u Irbidu.
Základní školu navštěvoval ve svém rodném městě a středoškolské vzdělání získal v Beit Sahour a Betlémě. Poté studoval teologii a biblistiku v Libanonu. Dále studoval teologii a filosofii na Papežské univerzitě svatého Tomáše Akvinského v Římě.
Roku 1983 byl v Římě vysvěcen na diákona a 12. července 1987 byl vysvěcen arcibiskupem Petry a Filadelfie Sabou Youakimem na kněze. Poté sloužil 
jako kněz učitel  v Ammánu a Dzaraši.
Dne 21. června 2007 jej Synod biskupů Melchitské řeckokatolické církve zvolil arcibiskupem Petry a Filadelfie. Dne 26. června 2007 tuto volbu schválil papež Benedikt XVI. Biskupské svěcení přijal 13. října 2007 z rukou patriarchy Řehoře III. Lahama a spolusvětiteli byli arcibiskup Georges El-Murr a Joseph Absi.
Dne 14. dubna 2015 rezignoval na post arcibiskupa Petry a Filadelfie.
Dne 9. února 2018 byl jmenován protosynkelem Jeruzaléma.